# يحيى أحمد فرج حمادي
يحيى أحمد فرج حمادي العيثاوي هو سياسي عراقي من مواليد عام 1960 حاصل على شهادة الماجستير في الهندسة. شغل منصب عضو في مجلس النواب العراقي عن محافظة بغداد في دورته الثالثة ضمن ائتلاف العراق (2014-2018)، والرابعة ضمن ائتلاف الوطنية (2018-2022).